# Synixais sumatrensis
Synixais sumatrensis är en skalbaggsart som beskrevs av Stefan von Breuning 1982. Synixais sumatrensis ingår i släktet Synixais och familjen långhorningar. Inga underarter finns listade i Catalogue of Life.